# Клечет
Клечет (словен. Klečet) — поселення в общині Жужемберк, регіон Південно-Східна Словенія, Словенія. Висота над рівнем моря: 280,7 м.